# Demencia pugilística
La demencia pugilística es una enfermedad neurodegenerativa o demencia que puede afectar a los boxeadores profesionales, así como también a profesionales de otros deportes donde hay un alto riesgo de sufrir conmociones cerebrales. Es una variante de encefalopatía traumática crónica. Los síntomas de la demencia pugilística se desarrollan progresivamente durante un largo período en el que la enfermedad permanece latente, con una media de aparición de alrededor de 12 a 16 años después del inicio de una carrera en el boxeo. Se cree que la enfermedad afecta a menos del 2% de los boxeadores profesionales.
La enfermedad está causada por repetidos golpes conmocionantes y subconmocionantes (golpes que están por debajo del umbral de la fuerza necesaria para provocar una conmoción cerebral), o ambos. Debido a la preocupación de que el boxeo puede causar demencia púgilística, hay un movimiento entre algunos profesionales médicos para prohibir este deporte. Los profesionales médicos han llamado a esta prohibición desde la década de 1950.
La palabra pugilística deriva de la raíz latina púgil, de boxeador (de pugnus  puño, pugnāre, pelear).
En 2012, el kickboxer canadiense Gary Goodridge confesó haber sido diagnosticado con inicio temprano de demencia púgilística.